# ブリティッシュコロンビア工科大学
ブリティッシュコロンビア工科大学（英語: British Columbia Institute of Technology）は、カナダ・ブリティッシュコロンビア州バーナビーに本部を置くカナダの州立大学。1960年創立、1964年大学設置。大学の略称はBCIT。
通称はBCIT（ビー・シー・アイ・ティー）。学生数は約５万人、カナダ最大規模の工科大学であり、コンピューターサイエンス、航空宇宙学ではカナダ国内のみならず、国際的にも高い評価を得ている。

## キャンパス
メイン・キャンパス
メイン・キャンパスはバンクーバー市の東、バーナビー市に位置する。車でバンクーバー市中心部より約15分。ミレニアム・ラインのブレントウッド駅またはエキスポラインのメトロタウン駅からバスで約10分。
ダウンタウン・キャンパス
バンクーバー市のダウンタウンに位置する。 商業、メディア、計算機科学などが中心。
マリーン・キャンパス
ノースバンクーバー市に位置する。キャンパスは沿岸に面しており、主に交通工学部の船や海洋関連の課程がこのキャンパスで実施される。
エアロスペース・テクノロジー・キャンパス
バンクーバー国際空港とケロウナにある交通工学部の航空宇宙学関連の施設。航空宇宙学の教育機関としてはカナダ最大規模を誇る。
グレート・ノーザン・ウェイ・キャンパス
ブリティッシュコロンビア工科大学、ブリティッシュコロンビア大学、サイモンフレーザー大学、エミリー・カー美術大学によって共同設立されたキャンパス。